# Harry Fellows
Pour les articles homonymes, voir Fellows.
Œuvres principales
souvenirs
Harry Fellows né le 5 mai 1896, et décédé le 1er septembre 1987, était un ouvrier britannique, ancien combattant de la Première Guerre mondiale qui rédigea ses souvenirs et des poèmes sur la guerre.

## Biographie

### Jeunesse
Harry Fellows était le fils d'un mineur de Nottingham, il quitta l'école à 13 ans et devint garçon-boucher. Il aidait aussi sa mère blanchisseuse en livrant le linge aux clients. Ses parents étant décédés, Harry devint soutien de famille à l'âge de 18 ans.
À la déclaration de guerre, sa sœur s'engagea dans l'armée. Ayant pris des dispositions pour l'éducation de ses frères, Harry s'engagea également : "pas par patriotisme mais pour échapper à la pauvreté", comme il l'écrivit lui-même.

### Un tommy
Harry Fellows devint mitrailleur au 12e Bataillon du Northumberlands. En France, il participa à la bataille de Loos, le 5 septembre 1915 où les pertes furent très lourdes à la colline 70. Il participa ensuite à l'attaque de Fricourt, le 1er juillet 1916, au début de la bataille de la Somme, sous les ordres du major Loudan-Shand.
Il participa après la prise du bois de Mametz à l'ensevelissement des corps des soldats décédés ce qui le marqua jusqu'à la fin de ses jours.

### Retour à la vie civile
En juin 1917, il fut blessé à la tête et rapatrié en Angleterre. Il fut démobilisé en 1919. Il fonda une famille et reprit sa vie professionnelle dans une société de cycles. Il y travailla pendant 53 ans et prit sa retraite en 1962.

### Un écrivain

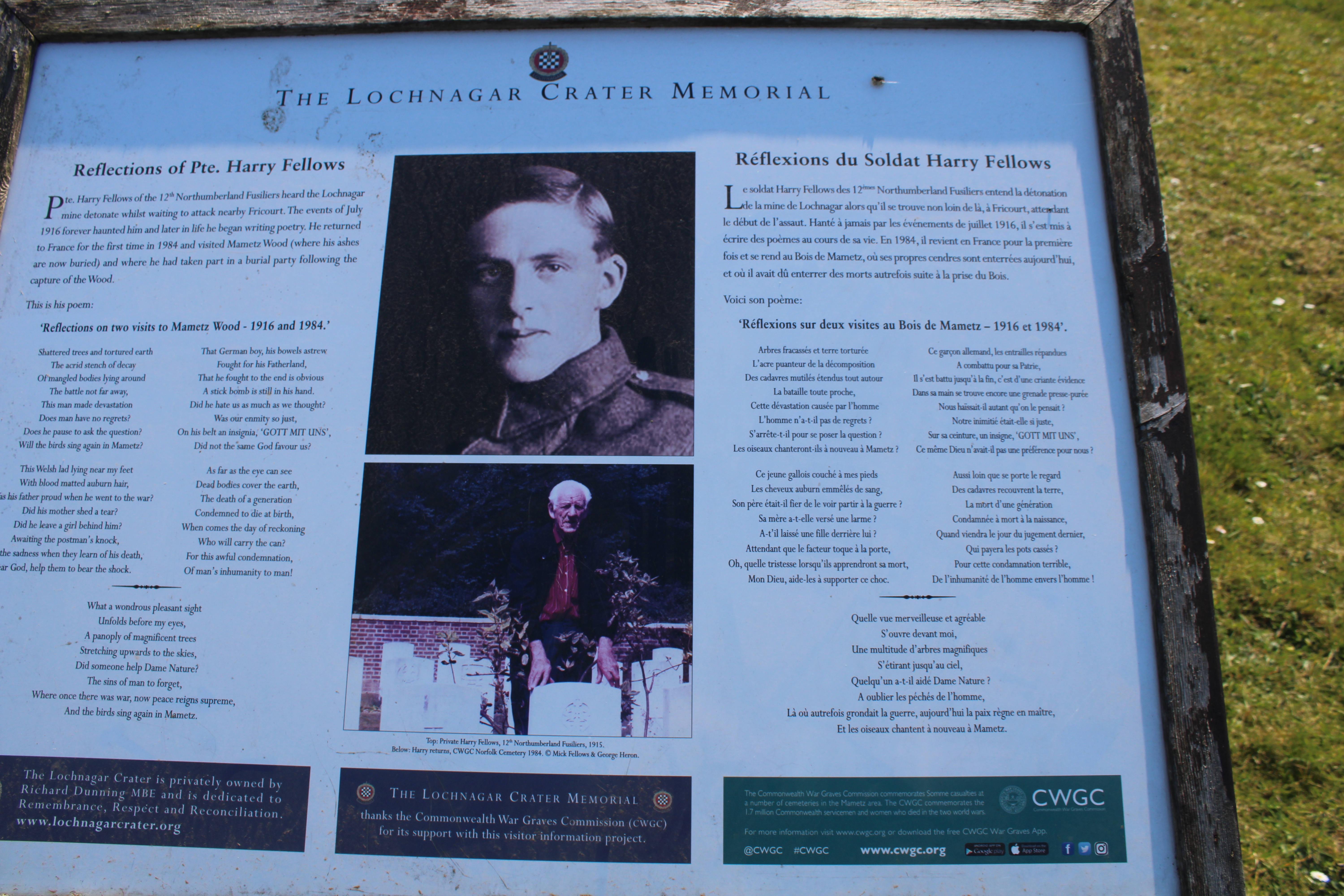
Hommage à Harry Fellows au Trou de mine de La Boisselle.

Pendant sa retraite, il rédigea ses souvenirs et des poèmes. Il visita également les champs de bataille de sa jeunesse. Il participa à l'aménagement du Trou de mine de La Boisselle.
Il devint l'ami du marquis de Thézy, propriétaire du bois de Mametz et après sa mort, les cendres d'Harry furent enterrées sous une pierre tombale dans le bois de Mametz parmi ses camarades de combat. Sur la pierre sont écrites les paroles de Harry :
« Là où il y avait la guerre maintenant règne la paix et les oiseaux chantent à Mametz ».

## Publications
- La bataille de Loos (1982)
- Mémoires d'un bénévole (1984)
- Poèmes